# Zenamorpha
Zenamorpha és un gènere monotípic d'arnes de la família Crambidae descrit per Hans Georg Amsel el 1956. La seva única espècie, Zenamorpha discophoralis, descrita per George Hampson el 1899, es troba a Orizaba, Mèxic.

## Espècies antigues
- Zenamorpha pseudonoctua (Rothschild, 1921)